# Altino João de Barros
Altino João de Barros, (Rio de Janeiro, 1 de outubro de 1924 - São Paulo, 18 de fevereiro de 2018), foi um publicitário brasileiro especializado na área de mídia, conhecido como um dos grandes transformadores da mídia brasileira, Altino atuou no departamento de mídia por mais de 70 anos, desses, atuou como chefe de mídia por mais de 50 anos, toda a sua carreira foi construída na agência McCann Erickson[carece de fontes?]. Dentre suas contribuições destaca-se a iniciativa em criar técnicas e estudos para a mensuração da veiculação de mídia impressa - estudos que possibilitaram e impulsionaram a criação do IVC (instituto verificador de Circulações), também foi responsável pela criação do top de 5 segundos da Rede Globo e foi um dos primeiros profissionais de mídia a trabalhar com o sistema de GRP no Brasil. Altino era muito influente no mercado publicitário e possuía uma vasta rede de amigos e parceiros comerciais, dentre eles: Roberto Marinho, Assis Chateaubriand, Adolpho Bloch, Boni, Washington Olivetto, Jens Olesen, Emil Farhat, Victor Civita, entre outros. Altino também atuou como presidente da São Paulo Convention & Visitors Bureau entre 1983 e 2005, dentre este período contribuiu de forma ativa para o desenvolvimento do turismo de São Paulo.

## Contribuições literárias
- Co-autor do livro - Técnica e prática da propaganda (1960).[6]
- Co-autor do livro - A história da propaganda no Brasil (1990).[6]
- Co-autor do livro - 50 anos em 2 - com Jens Olesen (1995).[7].
- Autobiografia - A mídia no Brasil: do reclame à era Digital (2013).[1]

## Premiações
Ganhou o prêmio Colunistas de 1975 como profissional de mídia, também ganhou o prêmio International Award - The Harrison k. Mccann - Professional Leadership em 1976, grande prêmio de mídia Gazeta Mercantil em 1976, Ganhou o Prêmio Caboré de 1983 na categoria profissional de mídia, ganhou o premio Publicitário Latino-americano no Festival Mundial de Publicidade de Gramado em 1997, ganhou o Prêmio Mídia Estadão em 2002, Prêmio Libertae – Prêmio ABA de Contribuição à Comunicação em 2003, Prêmio Especial da ESPM “Senhor Mídia” em 2005, também em 2005 ganhou o Prêmio Contribuição Profissional Especial cedido pela Associação dos Profissionais da Propaganda, Altino tornou-se imortal da Academia Nacional de Economia (ANE), ocupando a cátedra de nº 98.